# ندی حافظ
ندی حافظ (انگلیسی: Nada Hafez؛ زادهٔ ۲۸ اوت ۱۹۹۷) شمشیرباز اهل مصر است. او در بازی‌های المپیک تابستانی ۲۰۱۶، بازی‌های المپیک تابستانی ۲۰۲۰ و المپیک تابستانی ۲۰۲۴ در سابر شرکت کرد.

## کارنامه ورزشی
در سال ۲۰۱۴، او به عضویت تیم ملی بانوان سابر شمشیربازی بزرگسالان مصر درآمد. در سال ۲۰۱۵، او برای اولین بار در مسابقات جمهوری ملی سابر زنان بزرگسال مصر برنده شد.
او در سال ۲۰۱۶ از طریق صلاحیت منطقه ای آفریقا (الجزایر) به بازی‌های المپیک تابستانی ریو ۲۰۱۶ و در سال ۲۰۲۱ به بازی‌های المپیک تابستانی توکیو راه یافت. حافظ در مسابقات قهرمانی منطقه آفریقا یک نقره (۲۰۱۸) و دو برنز (۲۰۱۹، ۲۰۱۴) کسب کرد. او همچنین مدال برنز ماهواره تورنوی بلژیک را به دست آورد.
او در حالی که هفت‌ماهه باردار بود در بازی‌های المپیک ۲۰۲۴ پاریس شرکت کرد. حافظ الیزابت تارتاکوفسکی آمریکایی را ۱۵–۱۳ شکست داد و ۱۵–۷ به جئون‌ها یونگ از کره جنوبی باخت.

## زندگی شخصی
حافظ قهرمان ملی مصر در رشته ژیمناستیک است. او در دانشگاه قاهره تحصیل کرد و در سال ۲۰۲۲ مدرک پزشکی گرفت و به عنوان آسیب‌شناسی بالینی مشغول به کار شد.